# 1932年オーストラリア選手権 (テニス)
1932年 オーストラリア選手権（1932ねんオーストラリアせんしゅけん、1932 Australian Championships）に関する記事。オーストラリア・アデレード市内にある「メモリアル・ドライブ・テニスクラブ」にて開催。

## 大会の流れ
- 本年度のシード選手については、男子シングルスは8名が選ばれ、女子シングルスは順位を定めていない。
- 初期の全豪選手権のように、外国人出場者が少なかった時期は、地元オーストラリア人選手の国旗表示を省略する。

## シード選手

### 男子シングルス
1. ジャック・クロフォード　（優勝、大会2連覇）
2. 佐藤次郎　（ベスト4）
3. 原田武一　（1回戦、不戦敗）
4. ハリー・ホップマン　（準優勝）
5. 布井良助　（ベスト8）
6. レイ・ダンロップ　（3回戦）
7. ジャック・カミングス　（3回戦）
8. ドン・ターンブル　（3回戦）

## 大会経過

### 男子シングルス
準々決勝
- ジャック・クロフォード vs.  布井良助　3-6, 7-5, 6-4, 6-1
- クリフ・スプラウル vs. ジム・ウィラード　6-4, 6-2, 8-6
- 佐藤次郎 vs. ビビアン・マグラス　6-3, 6-3, 6-2
- ハリー・ホップマン vs. オーブリー・ウィラード　12-10, 6-3, 8-6

準決勝
- ジャック・クロフォード vs. クリフ・スプラウル　6-4, 2-6, 6-2, 6-1
- ハリー・ホップマン vs.  佐藤次郎　0-6, 6-2, 6-3, 4-6, 6-4

### 女子シングルス
準々決勝
- コラル・バッツワース vs. メリル・オハラウッド　6-1, 6-3
- ドロシー・ウェストン vs. J・ウィルソン　6-1, 6-0
- エミリー・フッド・ウェスタコット vs. フランセス・ホドル＝リグレー　6-4, 7-5
- キャスリーン・ル・メスリエ vs. マージョリー・コックス・クロフォード　6-2, 6-4

準決勝
- コラル・バッツワース vs. ドロシー・ウェストン　6-1, 6-1
- キャスリーン・ル・メスリエ vs. エミリー・フッド・ウェスタコット　10-8, 7-5

## 決勝戦の結果
- 男子シングルス：ジャック・クロフォード vs. ハリー・ホップマン　4-6, 6-3, 3-6, 6-3, 6-1
- 女子シングルス：コラル・バッツワース vs. キャスリーン・ル・メスリエ　9-7, 6-4
- 男子ダブルス：ジャック・クロフォード＆エドガー・ムーン vs. ハリー・ホップマン＆ジェラルド・パターソン　4-6, 6-4, 12-10, 6-3
- 女子ダブルス：コラル・バッツワース＆マージョリー・コックス・クロフォード vs. キャスリーン・ル・メスリエ＆ドロシー・ウェストン　6-2, 6-2
- 混合ダブルス：ジャック・クロフォード＆マージョリー・コックス・クロフォード vs.  佐藤次郎＆メリル・オハラウッド　6-8, 8-6, 6-3